# Baló József (patológus)
Baló József (Budapest, 1895. november 10. – Budapest, 1979. október 9.) Kossuth-díjas orvos, patológus, a Magyar Tudományos Akadémia tagja. Öt évtizeden keresztül szolgálta az orvostudományt. Felesége, Banga Ilona szintén nemzetközi hírű tudós; együtt cikkeztek a Nature című folyóiratba.

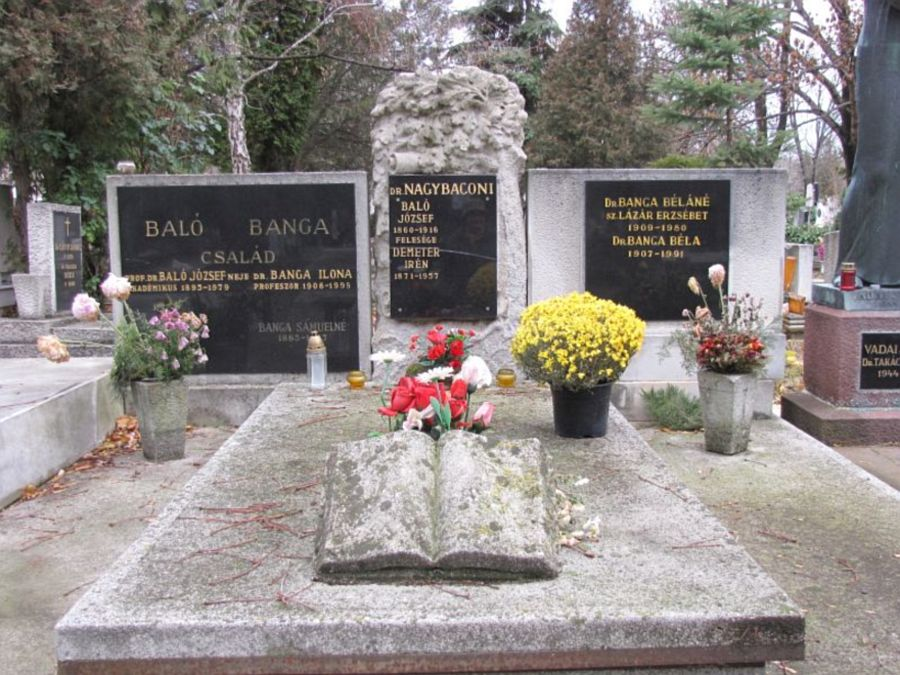
Sírja a Farkasréti temetőben (26/1-3. sírbolt)

## Kutatási területe
Az agy- és gerincvelő fehérállományának megbetegedése, a concentricus sclerosis (Baló-féle betegség). Az encephalitisre, az atherosclerosisra, a pancreas lipomatosisara, a gyomorfekély patogenezisére és a praecancerosisra vonatkozó vizsgálatok.

## Életpályája
Baló József állami tanítóképezdei tanár és Demeter Ilona fiaként született. Orvosi diplomáját 1919-ben szerezte meg a Budapesti Tudományegyetemen. 1922–1924 között egy évig Rockefeller-ösztöndíjjal a Johns Hopkins Egyetemen (Baltimore) és a Wolbach Intézetben (Boston) járt tanulmányúton. 1926-ban egyetemi magántanárrá habilitálták Kórbonctani diagnosztika tárgykörből és a Szent István Kórház főorvosa lett. Ekkoriban figyelte meg az agy rendellenességeit, amelyeket publikációi alapján később Baló-féle betegségnek neveztek el.
1928-ban Szegedre került a Kórbonctani és Szövettani Intézetbe, 1928–1945 között ő látta el itt a tanszékvezetői teendőket. Nyilvános rendkívüli tanári kinevezést kapott 1928. február 21-én, nyilvános rendes tanár 1929. augusztus 21-től. Dékáni tisztséget 1932/1933-as és az 1941–1942-es tanévben töltött be; rektorrá választották az 1939–1940-es tanévre. Közben még 1928-ban ugyancsak Rockefeller-ösztöndíjjal fejlett európai országok (Ausztria, Svájc, Németország, Anglia, Belgium, Franciaország) orvosi központjait látogatta négy és fél hónapon keresztül. 1931-ben bakteriológiai kutatásokat végzett az Amerikai Egyesült Államokban (Idaho Egyetem).
1945. október 1-jén távozott Szegedről Budapestre, ahol a Törvényszéki Orvostani Intézet tanszékvezető egyetemi tanára (1945–1946) volt, de közben vezette a budapesti Kórbonctani Intézetet, végül az I. sz. Kórbonctani és Kísérleti Rákkutató Intézet tanszékvezető egyetemi tanára (1945–1967) volt. 1967-ben vonult nyugdíjba, de a kutatást nem hagyta abba: tudományos tanácsadóként továbbra is bejárt az Intézetbe. Számtalan könyv és publikáció szerzője. Több társaság tagja vagy elnöke volt. 1970-ben vendégprofesszor Montréalban (McGill University).

## Tudományos közleményei, kötetei (válogatás)
- A cukorbetegség kórbonctana és kórszövettana. In: A cukorbetegség és az insulin. (Társszerzők: Bálint R., Ernst Z., Purjesz B.) Budapest, 1927. Dick Mano. 18-50. p.
- A láthatatlan kórokozók, filtrálható vírusok. Budapest, 1931. M. Orv. Könyvk. Társ. 174 p.
- Die unsichtbaren Krankheitserreger filtrierbare Vira. Berlin, 1935. Karger. 311 p.
- Warzen, Papillome und Krebs. (Acta Litt. Sei. Reg. Univ. Hung. Franeisco-Josephinae, Seet. Med. Bd. VII.) (B. Korpássyval) Lpz. 1936. Barth. 303 p.
- Die Erkrankungen der weissen Substanz des Gehirns und des Rückenmarkes. (Acta Med. Szeged, Bd. X. Fasc. 1.) Lpz. 1940. Barth. 160 p.
- Lungenkrebs und Lungenadenom. Budapest, 1957. Verl. der Ungarischen Akad. der Wissenschaften. 363 p. (2. Md. kiad. 1959. 379 p.)
- Tüdőrák és tüdőadenoma. Budapest, 1960. Akadémiai K. 374 p.
- Kórbonctan I. (Általános rész), II. (Részletes rész) Budapest, 1948.(I.) 1952.(II.) 441+592 p.
- A részletes kórbonctan tankönyve. Budapest, 1961. Medicina. 610 p.
- Az általános kórbonctan tankönyve. Budapest, 1962. Medicina. 488 p.
- Anatomia patologiea e histopatologia de las enfennedades alérgicas In: Tratado de Alergia. (Dir. F. Arasa) Barcelona-Madrid-Lisboa-Rio de Janeiro-Montevideo, 1960. Editorial Cientifico Médica. 237-266. p.
- Connective tissue changes in atherosclerosis. In: International Review of Connective Tissue Research. Vol. 1. (Ed. D.A. Hall) New York-London, 1963. Acad. Pr. 241-306. p.

## Tudományos tisztségei
- MTA Morfológiai és Onkológiai Bizottsági tag és a hasonló szakcsoportokból származó társaságok elnöke
- Országos Szakorvosképesítő Vizsgabizottsági tag (1936–)
- Országos Felsőoktatási Tanács tag (1936–)
- Országos Ösztöndíjtanács tag (1937–)
- Országos Közegészségügyi Tanács tag (1940–)
- Dtsch. Akad. der Naturforscher Leopoldina (Halle) tag (1962–)

## Szerkesztőbizottsági tagság
- Acta morphologica Academiae Scientiarum hungaricae
- Excerpta Medica: V. General Pathology and Pathological Anatomy
- XX. Gerontology and Geriatric Editorial Board tag
- Archiv Patologii (Szovjetunió)

## Társasági tagság
- Magyar Patológusok Társasága tagja (1931–), sok évig elnök
- Magyar Élettani Társaság (1932–)
- Dtsch. Ges. f. Pathologie (1929–)
- Soc. Anatomique de Paris (1933–)
- Nemzetközi Geográfiai Patológiai Társaság (1937–)
- The Royal Soc. of Medicine (London) Affiliate (1958–)
- Vereinigung Deutscher Neuropathologen u. Neuroanatomen lev. tag (1964–)
- Szovjet Patológusok Társasága tiszteletbeli tagja (1966–)
- Int. Acad of Pathology (Washington)
- Gerontological Society (St. Louis)

## Díjai, elismerései (válogatás)
- Az MTA levelező tagja (1940), rendes tagja (1946)
- Kossuth-díj II. fokozat (Banga Ilonával megosztva, 1955)
- Újra levelező tag (1956) és újra rendes tag (1973)
- A Szegedi Orvostudományi Egyetem díszdoktora (1965)
- Munka Érdemrend arany fokozata (1967)[10]
- Semmelweis Ignác-emlékérem (1968)
- Krompecher Ödön-emlékérem (elsőként kapta meg, 1975)

## Emlékezete
- Baló József-emlékérem